# 空風マイキ
空風 マイキ（そらかぜ マイキ、1989年9月11日 - ）は、日本のモデル、レースクイーン、タレント。群馬県高崎市出身。

## 人物・来歴
高崎健康福祉大学高崎高等学校卒業。専門学校在学中にスカウトされ、モデルとして活動を始める。卒業後はパティシエとして働く傍ら、コスプレタレント綾川ゆんまおがプロデューサー兼レースクイーンを務めるレーシングチームの2013年度オーディションへ応募。漫画家麻宮騎亜とのコラボレーションチームへ、異例とも言える一般からの採用となった。
2009年より群馬県のローカルヒーロー超速戦士G-FIVEのメンバーとして加入。MC、スーツアクター、チームマネージャー等活動を経て2021年4月1日にチームリーダー岡和輝との入籍を報告した。
2014年よりサーキットレディを務めている桶川スポーツランドでは『クール担当』。2017年にはOSL CIRCUIT LADYのリーダーとなる。
2015年12月にヤマダ電機LABI1高崎で開催された『お掃除ユニット群馬CLEAR'S』一周年記念ライブでは総合MCを務めその際、お披露目の直前に脱退していた群馬CLEAR'Sのオリジナルメンバーだった事を明かした。
2016年、TVアニメろんぐらいだぁす！のプロモーションイベントにて綾川と再会。また同チームの先輩にあたるまかべまおのライブにも出演するなど、チーム卒業後もメンバーとの交流がある。
2018年、大井競馬場内競馬観戦型レストランダイアモンドターンの親善大使、ダイアモンドアンバサダーに任命される。
2020年、群馬県安中市の安中観光キャンペーンレディに就任。2024年の全日本ラリーモントレーで安中開催の際にはフラッグマーシャルを務めた。
フォーミュラの打掛やレーシングスーツ等、レースクイーンとして用意される衣装では珍しく、肌の露出が極めて少ない為『日本一お肌を出さないレースクイーン』となった。
デビュー当初からストレートロングの黒髪だが、学生時代は坊主頭だった。
色白で特に横顔に定評のある顔立ちだが、両親ともに日本人である。4人きょうだいの次女で双子の弟がいる。

### 好きな物
本
主に少年漫画を愛読しているが、ジャンルはミステリー、ホラーからギャグまで幅広い。ジョジョラーである。
ゲーム
格闘ゲームはSNK作品全般、RPGはMOTHERシリーズ、ブレスオブファイアシリーズ、聖剣伝説シリーズ等。ファイナルファンタジーXIVにのめり込み、綾川ゆんまおに窘められた事がある。
ドライブ
マニュアル免許の優良ドライバーで、イベントでは試走を行う事もある。
食べ物
カレー、登利平、アイスクリーム、ラーメン等。
その他
- 好きな色は蒼（青）。
- 特技はパチスロのビタ押し、スイーツ作り（主にアシェットデセール）。
- ハムスターを飼っていた時期がある。名前はごまみつだんご、みたらしだんご、きなこもち、みぞれもちである。犬も好きだがアレルギーがある。

## 活動

### レースクイーン
- 2013年
  - スーパー耐久 - 【姫神ガジェット】・【メビウスリングレーシング】・【グル～ミ～レーシングジーナス】
- 2014年
  - サーキットレディ - 【桶川スポーツランド】
  - 全日本ラリー - 【CUSCOジュニアラリーチーム】
  - スーパー耐久 - 【CUSCO RACING】
  - 全日本ジムカーナ - 【CUSCO RACING】
  - 86/BRZ - 【CUSCO RACING】
- 2015年
  - サーキットレディ - 【桶川スポーツランド】
  - MFJ全日本ロードレース選手権  - 【MotoMap SUPPLY】
  - 全日本ラリー - 【CUSCOジュニアラリーチーム】
  - 全日本ジムカーナ - 【CUSCO RACING】
- 2016年
  - サーキットレディ - 【桶川スポーツランド】
  - Attack筑波2016
- 2017年
  - サーキットレディ - 【桶川スポーツランド】
  - 全日本フォーミュラ3選手権 - 【CMS MOTOR SPORTS PROJECT】
  - スーパー耐久 - 【OverDrive】（チームマネージャー兼任）
  - 86/BRZ - 【埼玉自動車大学校】【モタスポ.net】
  - K4-GP - 【AVANTECH Racing】長屋宏和監督チーム
  - IDI WEST CUP
- 2018年
  - サーキットレディ - 【桶川スポーツランド】
  - IDI WEST CUP
  - 全日本ロードレース選手権 - 【CLUB Y'S】
- 2019年
  - サーキットレディ - 【桶川スポーツランド】
  - IDI WEST CUP
  - FIMアジアロードレス選手権シリーズ日本ラウンド
- 2020年
  - サーキットレディ - 【桶川スポーツランド】

### イメージガール
- Harley-Davidson KickBackMeeting
- ハンプティダンプティ
- JKGラウンドガール
- OSL CIRCUIT LADY
- 高崎くす子
- OSL4輪ジムか〜な!?
- IDI WEST CUP
- CYCLE TRAIN B.B.BASE
- FIMアジアロードレス選手権シリーズ日本ラウンド
- 大井競馬場親善大使ダイアモンドアンバサダー
- 群馬観光大使ぐんまコンシェルジュ・工女隊
- 安中観光キャンペーンレディ

## 出演

### テレビドラマ
- 歓迎!ダンジキ御一行様（2001年、NTV）
- まっすぐな男（2010年、CX）
- マジすか学園（2010年、TX）
- マジすか学園2（2011年、TX）
- レジデント〜5人の研修医（2012年、TBS）
- 洞窟おじさん（2015年、NHK）

### その他テレビ番組
- G-FIVEと学ぼう！めざせ安全園児たち（2011年-、群馬TV）
- CAR☆Xs（2014年-2015年、とちぎTV、東京MX）
- カスペ!（2014年、CX）
- WILL～それでも僕は走り続ける～「車いすのレーサー・青木拓磨」（2014年3月26日、テレビ東京）
- Let's天才てれびくん（2015年、ETV）

### 映画
- 君にラヴソングを（2010年）
- 64-ロクヨン-（2016年）

### MV
- w-inds. - 【FANTASY】

### 雑誌・書籍
- カジカジ（交通タイムス社）
- Zipper（祥伝社）
- ゼクシィ（リクルート）
- CureBeauty（クリエイト社）
- 痛車グラフィックス（芸文社）
- COSMODE（インフォレスト）
- GalsParadise（三栄書房）
- RIDING SPORT（三栄書房）
- VIBES（海王社）
- CUSTOM BURNING（造形社）
- プレイドライブ（サンク）
- CARトップ（交通タイムス社）
- ベストカー（講談社）
- 麻宮騎亜『彼女のカレラRS4巻』（幻冬舎）帯コメント

### イベント
| イベント名                               | 出演年：出演ブース                                                                          |
| ---------------------------------------- | ------------------------------------------------------------------------------------------- |
| 静岡ホビーショー                         | 2013年：TOYOTA86×京商                                                                       |
| 闘Aまんが祭                              | 2013年：ねこのしっぽ                                                                        |
| 大ぽぷかる展                             | 2013年：京商                                                                                |
| まえばし痛車コスプレ・ストリートフェスタ | 2013年：京商                                                                                |
| ワンダーフェスティバル                   | 2014年冬：シーズナルプランツ 2015年冬：シーズナルプランツ 2015年夏：シーズナルプランツ×CJRT |
| ニコニコ超会議                           | 2014年：シーズナルプランツ                                                                  |
| 鈴鹿8耐                                  | 2016年：NUTEC                                                                               |
| MotoGP                                   | 2016年：NUTEC                                                                               |
| HondaRacingThanksDay                     | 2016年：NUTEC 2018年：HONDA                                                                 |
| モーターファンフェスタ                   | 2017年：Honda module                                                                        |
| GCP G-Spirits                            | 2017年：ステージ出演                                                                        |
| 東京ゲームショウ                         | 2017年：日本工学院 2018年：Google play 2019年：SEASUNガール・カフェ・ガン                   |
| CEATEC JAPAN                             | 2017年：OMRON                                                                               |
| CYCLE MODE                               | 2017年：JR東日本                                                                            |
| JR東日本B.B.BASE車輌発表会               | 2017年：                                                                                    |
| Interop Tokyo                            | 2018年：HUAWEI                                                                              |
| C3AFA TOKYO                              | 2018年：hoyu GUNDAM                                                                         |
| マラソンEXPO                             | 2019年：BMW                                                                                 |
| FUJI ROCK FESTIVAL                       | 2019年：                                                                                    |
| 東京モーターショー                       | 2019年：横浜ゴム                                                                            |
| 東京オートサロン                         | 2020年：WELLPINE MOTORSPORT powered by MARUTOKU                                             |

### ヒーローショー
- 超速戦士G-FIVE（2009年 - ）
- ご当地キャラこども夢フェスタinしらかわ（2014年）- 超速戦士G-FIVE MC
- ローカルヒーロー大激突（2015年）
- ローカルヒーロー大合戦（2016年）
- ローカルヒーロー大戦争（2017年）
- ローカルヒーロー大活劇（2018年）

### Web
- 美人時計
- サーキット時計
- まち美女
- 読みたガール
- まんたんウェブ
- Qブロ！
- AUTO SPORT Web
- GalsParadise Web
- WEB CARトップ
- CarWatch
- RALLY PLUS
- SHOW ROOM（公式）

## 作品

### ユニット
- AS SpeedAngels - 【Get The Victory】（2013年）[12]

### シングル
- 【Brave Wing】（2017年7月2日発売）

### DVD
- 超速戦士G-FIVE 10周年記念DVD（2014年） - ミョウギイエロー、MC